# Ortlinde
Ortlinde ist ein weiblicher Vorname. Er geht zurück auf die Gestalt der Walküre Ortlinde in Richard Wagners Oper Die Walküre (Uraufführung 1870).
Der Name wurde vermutlich aus den althochdeutschen Worten ort für  die Spitze (einer Waffe) und linta für Schild (aus Lindenholz) gebildet.
Namensvarianten sind Ortlind, Ortlinda und Ortlindo (männlich).
Im Münchner Stadtteil Bogenhausen gibt es in einer Nachbarschaft mit nach Gestalten aus Wagneropern benannten Straßen auch eine Ortlindestraße.